# 艾薇塔市
艾薇塔市（西班牙語：Ciudad Evita）是阿根廷的城鎮，位於該國東北部，由布宜諾斯艾利斯省負責管轄，距離阿根廷國民議會宮21公里，始建於1947年，面積22.3平方公里，海拔高度15米，2001年人口68,650。

## 外部連結
- （西班牙文） History of Ciudad Evita （页面存档备份，存于）
- （西班牙文） A related website
- （西班牙文） Ciudad Evita Online Forum （页面存档备份，存于）